# Progonyleptoides spinifrons
Progonyleptoides spinifrons is een hooiwagen uit de familie Gonyleptidae.